# Улица Степана Разина (Саратов)
У́лица Степа́на Ра́зина (до 1918 Губерна́торская у́лица) — улица Саратова. Проходит от железной дороги до Большой Горной улицы.

## История
Улица получила своё первоначальное название, так как вела к губернаторской даче, построенной на месте шелковичной плантации (эта плантация дала название Шелковичной улице). В сентябре 1918 года переименована в честь Степана Разина.

## Расположение
Улица начинается от железной дороги, в начале улицы через железную дорогу переброшен путепровод. Этот путепровод ранее располагался выше по железной дороге. В 1990 году он получил официальное название «мост Кузьмы Лутохина». По генплану Саратова планируется реконструкция путепровода, подразумевающая расширение проезжей части и маршрутизацию трамвайно-троллейбусной сети. Рядом с пересечением с Белоглинской улицей поворачивает несколько на юг; между улицами Слонова и Большой Казачьей вновь поворачивает на север. Вливается в Большую Горную улицу.

## Здания
| Номер дома | Изображение | Описание |
| ---------- | ----------- | --- |
| 32         |             | Училище народное 1908 г. Архитектор Г. Г. Плотников. Ныне — Средняя общеобразовательная школа № 1 (Фрунзенский район). |
| 52         |             | Дом жилой «Новая звезда» в стиле конструктивизм 1930 г. Архитектор Н. К. Усов. (угол ул. Московская)                   |
| 56         |             | Городская аварийно ремонтная служба 05. (Здание конца XIX века) (угол ул. Кутякова)                                    |

### Предприятия
| Номер дома | Изображение | Описание                                                                 |
| ---------- | ----------- | ------------------------------------------------------------------------ |
|            |             | ОАО «Нефтемаш» — САПКОН                                                  |
|            |             | БАТ-СТФ — здание табачной фабрики построено в 1880 г. (угол ул. Рабочая) |

### Кировское трамвайное депо
- Вдоль улицы Степана Разина от ул. Кутякова до ул. Посадского располагается Кировское трамвайное депо.

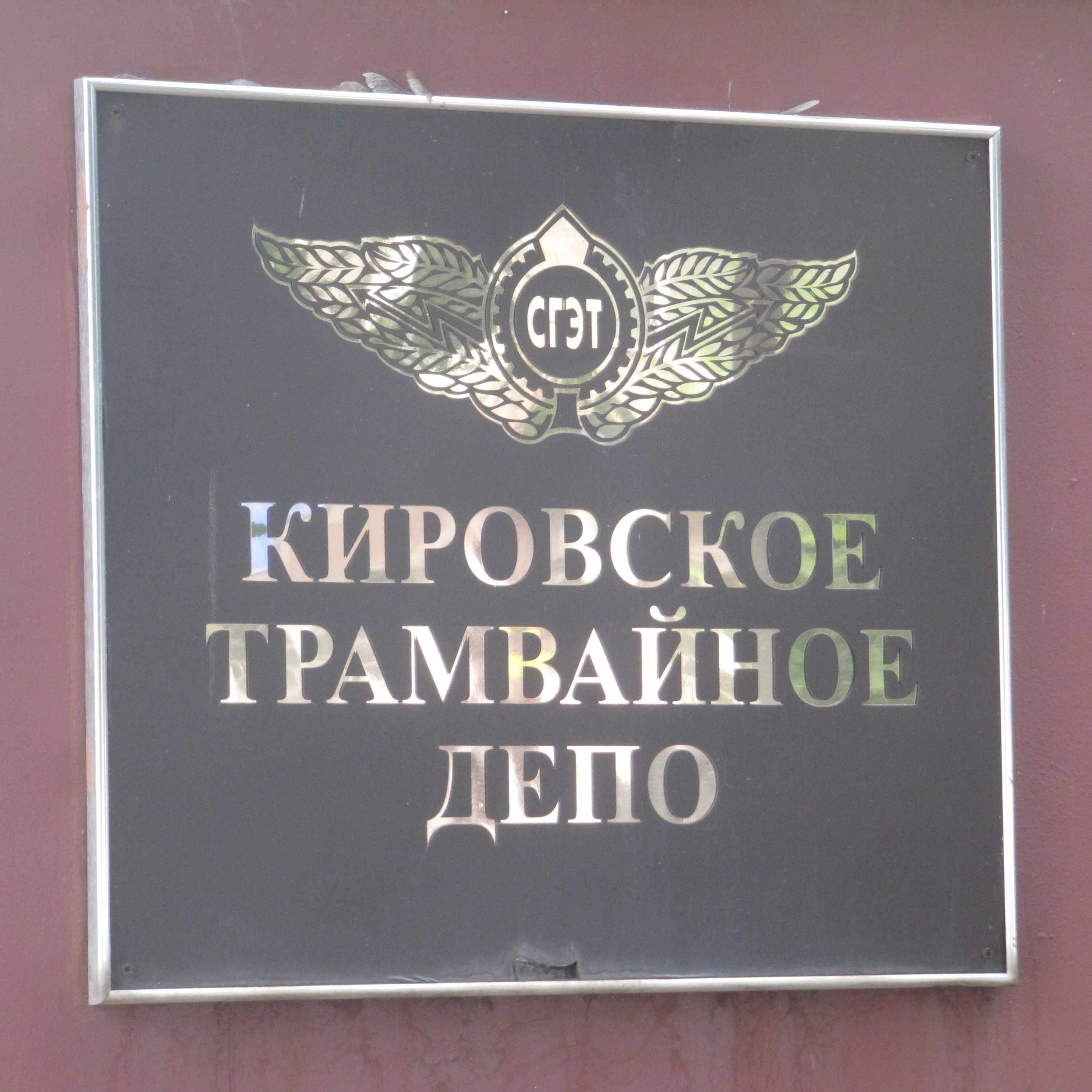
Кировское трамвайное депо
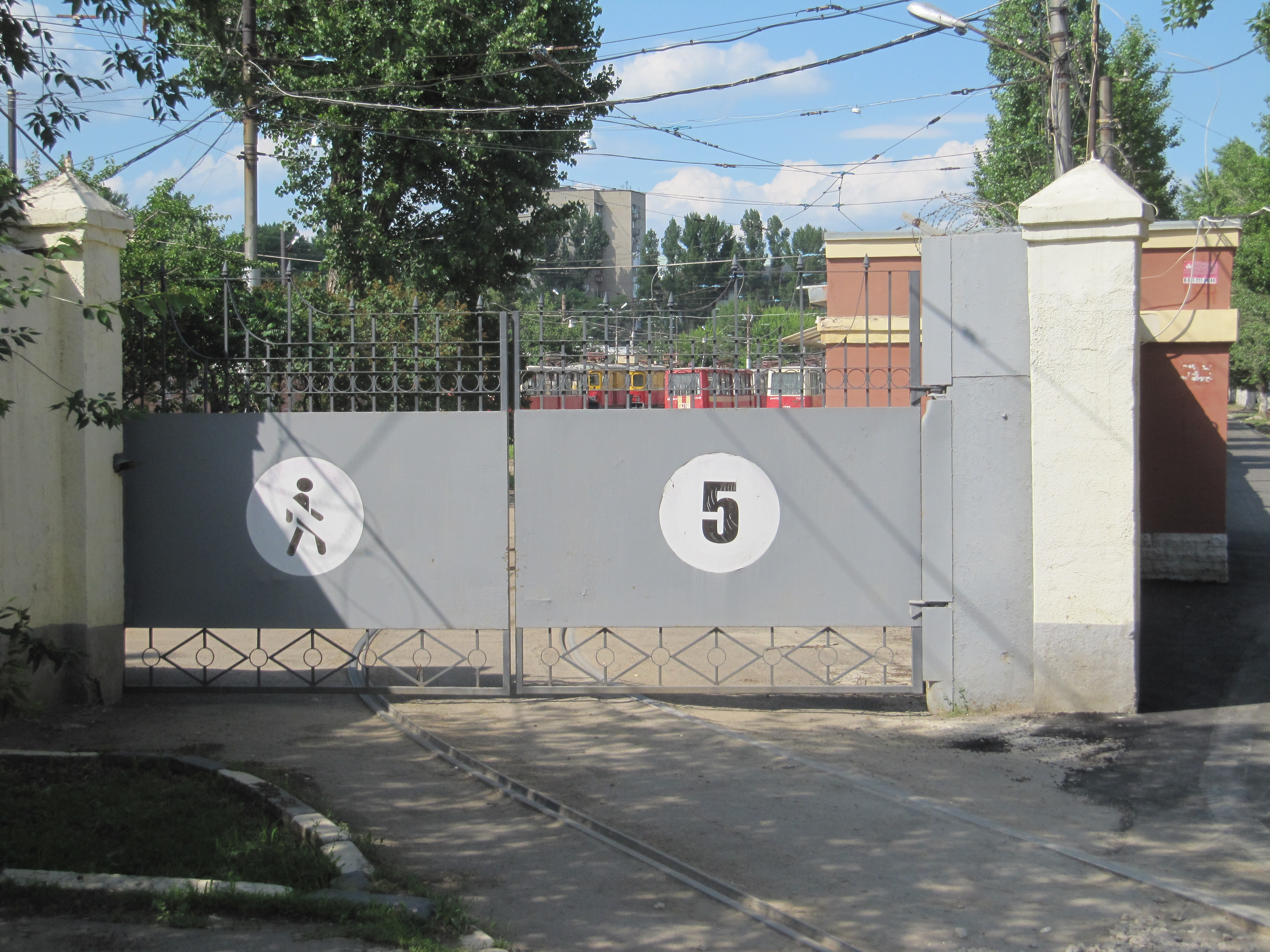
Ворота на углу улиц Разина и Кутякова
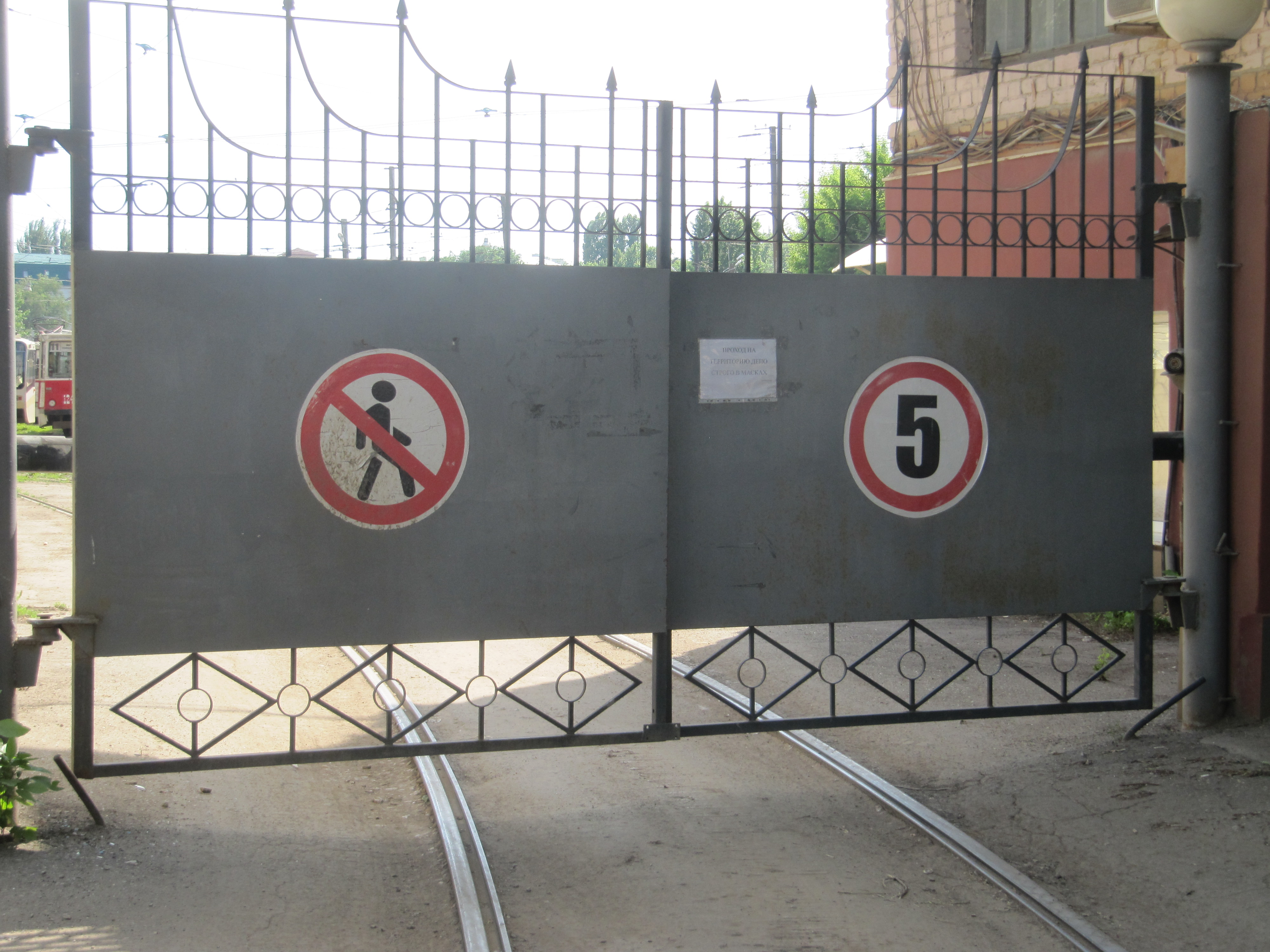
Ворота на углу улиц Разина и Посадского

## Транспорт
По улице Степана Разина проходят трамвайные рельсы от её начала до улицы Слонова, а также от улицы Посадского до Большой Горной. Также трамвайные рельсы пересекают улицу на пересечении её с Кутякова, на въезде в трамвайное депо.
- Ост. «По требованию» (в начале улицы) — трамваи № 9, 10.
- Ост. «Ул. Рабочая» (у пересечения с Рабочей) — трамваи № 9, 10
- Ост. «Ул. Степана Разина» (у пересечения с ул. Большая Казачья) — троллейбусы № 2, 2А, 16.